# Euphyia densata
Euphyia densata är en fjärilsart som beskrevs av Grossbeck 1909. Euphyia densata ingår i släktet Euphyia och familjen mätare. Inga underarter finns listade i Catalogue of Life.